# Sassacus flavicinctus
Sassacus flavicinctus är en spindelart som beskrevs av Jocelyn Crane 1949. 
Sassacus flavicinctus ingår i släktet Sassacus och familjen hoppspindlar. Inga underarter finns listade i Catalogue of Life.